# Agroceres Futebol Clube
O Agroceres Futebol Clube foi um clube de futebol brasileiro da cidade de Santo Antônio da Platina, no estado do Paraná. Suas cores eram verde e branco.
A principal conquista da equipe foi o título da chave norte do Campeonato Paranaense da Segunda Divisão de 1978.